# Ctenus sanguineus
Ctenus sanguineus är en spindelart som beskrevs av Charles Athanase Walckenaer 1837. Ctenus sanguineus ingår i släktet Ctenus och familjen Ctenidae. Inga underarter finns listade i Catalogue of Life.